# Richard Fisch
Pour les articles homonymes, voir Fisch (homonymie).
Richard Fisch (dit aussi Dick Fisch), né le 15 décembre 1926 à Brooklyn, New York, et mort le 23 octobre 2011 à Redwood City, près de Palo Alto en Californie, est un psychiatre américain, pionnier de la thérapie familiale et de la thérapie brève et membre fondateur de l'École de Palo Alto.

## Biographie
En 1962, Dick Fisch rejoint l'équipe du Mental Research Institute (MRI) de Palo Alto, déjà composée de Donald D. Jackson, Virginia Satir, Jules Riskin, Paul Watzlawick, John Weakland et Jay Haley.
En 1965, Dick Fisch fait part à Donald D. Jackson de sa volonté d’ouvrir le premier centre de thérapie brève (le CTB ou BTC en anglais) au sein du MRI. Grâce au financement que Donald D. Jackson réussit à trouver et grâce au travail qu’il mène en équipe avec Paul Watzlawick et John Weakland, le centre de thérapie brève ouvre ses portes en 1967. 
Le projet du centre de thérapie brève est de réussir à trouver, par l’expérience et l’analyse de la pratique lors des séances de thérapies qui y seront menées, une méthode thérapeutique qui réponde aux critères d’efficacité et de brièveté. Pour permettre cela, toutes les séances font l’objet d’un enregistrement sonore (et vidéo plus tardivement). Un miroir sans tain sépare la salle de consultation et la pièce dans laquelle se trouvent les thérapeutes qui observent la séance. Les thérapeutes observateurs peuvent à tout moment intervenir dans la séance par l’intermédiaire d’un téléphone.  
En suivant cette méthodologie, l’équipe du centre de thérapie brève arrive avec le temps à améliorer l’efficacité des thérapies, à trouver les méthodes et les outils les plus adaptés à leurs objectifs et à formaliser les prémisses qui les sous-tendent.

## Œuvres
- Avec John Weakland et Paul Watzlawick, Changements : paradoxes et psychothérapie, Norton, 1974, (trad. Seuil, 1975)
- Avec John Weakland et Lynn Segal, Tactiques du changement, 1984
- Avec Karin Schlanger, Traiter les cas difficiles, 1999